# Rhodiola atropurpurea
Rhodiola atropurpurea là một loài thực vật có hoa trong họ Crassulaceae. Loài này được (Turcz.) Trautv. & Mey. in Middendorf miêu tả khoa học đầu tiên năm 1856.